# Фльотсдалур

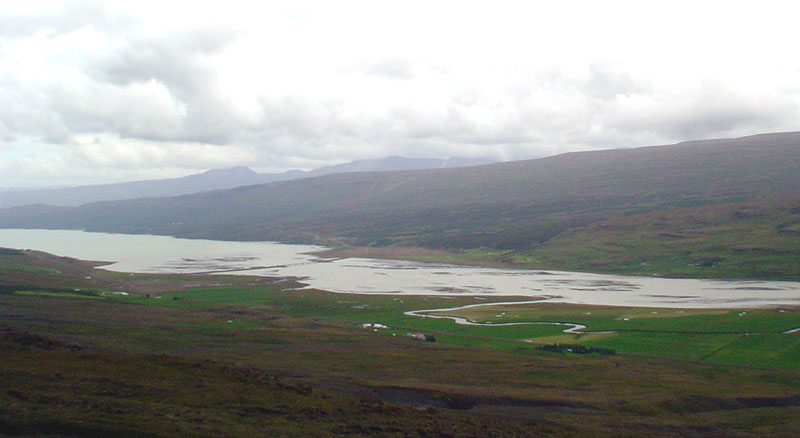
Долина Фльотсдалур.

Фльотсдалур (ісл. Fljótsdalur) — долина у Східній Ісландії, в регіоні Аустурланд. 
В цій місцевості виріс ісландський данськомовний письменник Ґуннар Ґуннарссон.